# El ejército de las sombras (novela)
El ejército de las sombras (Vampyrrhic)  es una novela de terror escrita en 1998 por el autor británico Simon Clark. Fue nominada al premio British Fantasy Society.
En el año 2003 escribió una continuación: Vampyrrhic rites.

## Sinopsis
En la novela aparecen un grupo de personajes que por azar terminan en el mismo hotel en la apartada ciudad inglesa de Leppington, en North Yorkshire. La ciudad está dominada por un viejo matadero que canaliza la sangre de los animales sacrificados a las cloacas a través de un oscuro laberinto bajo las calles.
Bernice Mochardi trabaja en un laboratorio donde cría sanguijuelas. Jack Black es un ex -presidiario y matón. Electra Charwood es una gótica que posee el hotel de Leppington.
La acción comienza cuando David Leppington, visita la ciudad tras veinte años de ausencia para visitar a su anciano y excéntrico tío George. Que su apellido coincida con el nombre del lugar no es casual, ya que sus antepasados lo fundaron hace siglos.
George Leppington le cuenta a su sobrino que en una época antiquísima, en medio del conflicto entre el cristianismo y el paganismo, el dios Thor se apareció a su antepasado Leppingstal y le dio un ejército que se alimentaba de sangre para conquistar el mundo y acabar con los cristianos. Sin embargo, tras perder a su hermana y a su amante en medio de una pelea con sus aliados, Leppingstal se negó a seguir las órdenes del dios, que lo desfiguró como castigo. El ejército de bebedores de sangre quedó encerrado bajo las cavernas de Leppington, aunque según una profecía un miembro del linaje de Leppingstal tomará el relevo de su antepasado y dirigirá al ejército maldito. Ahora George pretende que su sobrino cumpla la profecía.